# Da Buzz

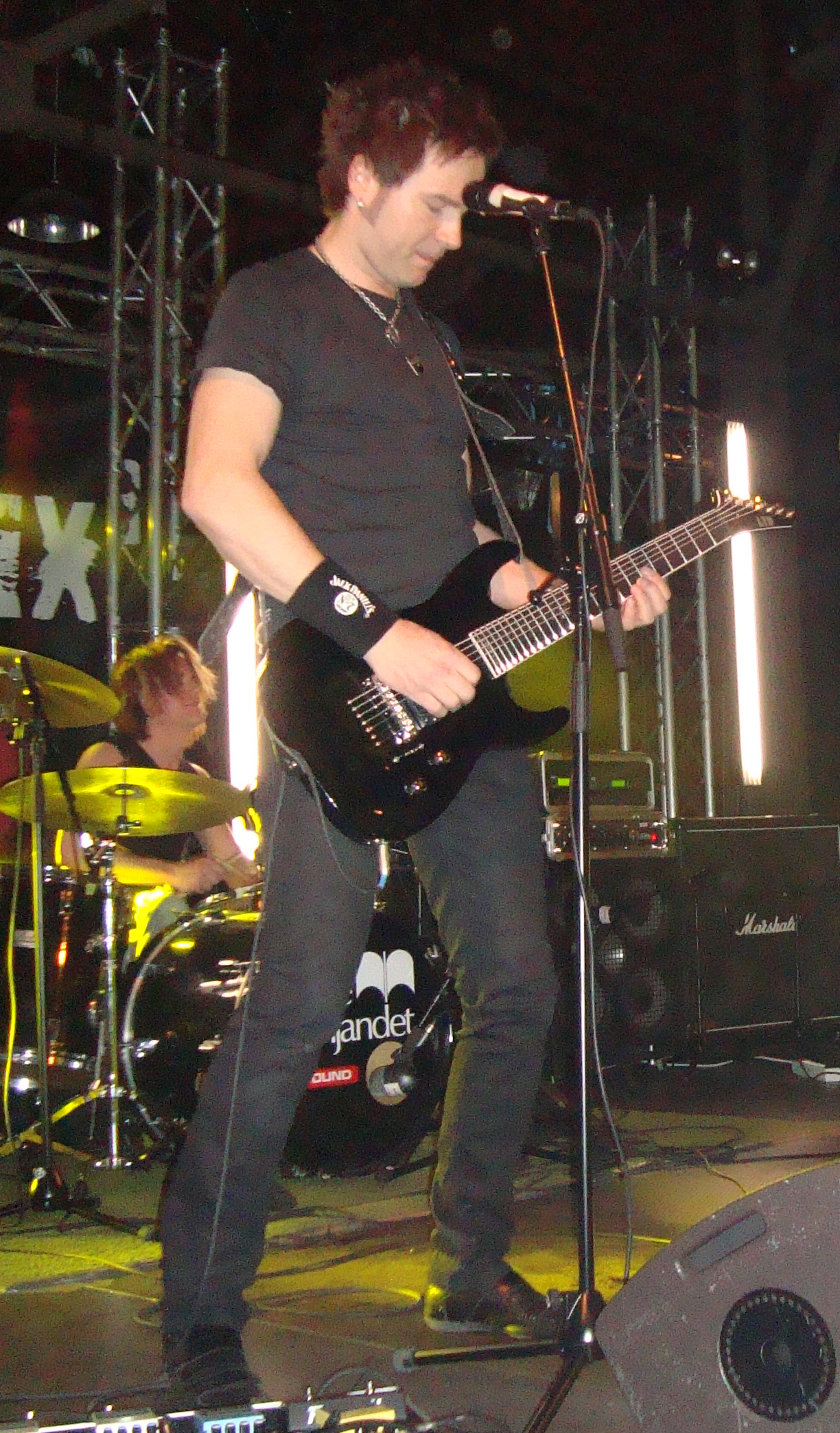
Da Buzz

Da Buzz és un grup dance de Suècia, del qual els membres són Annika Thörnquist, Per Lidén i Pier Schmid.
Els tres són de Karlstad. Cançons populars seves són "Do You Want Me" (tu em vols?), "Let Me Love You" (deixa'm estimar-te), "Dangerous" (perillós) i "Alive" (viu). Van participar en el concurs suec Melodifestivalen el 2003 amb la cançó "Stop, Look, Listen!". Han tret un nou single el 2006, titulat "Without Breaking".

## Discs
- Da Sound (2000)
- Wanna be with Me? (2002)
- More than alive (2003)
- Dangerous - The album (2004)
- Last Goodbye (2006)
- The Greatest Hits (2007)

## Senzills
- Do You Want Me (2000)
- Let Me Love You
- Believe In Love (2001)
- Wanna Be With Me (2002)
- Stronger Than Words Can Say
- Wonder Where You Are
- Alive (2003)
- Tonight Is The Night
- Wanna Love You Forever
- Dangerous (2004)
- How Could You Leave Me
- Come Away With Me
- Last Goodbye (2006)
- Without Breaking
- World For 2
- Take All My Love |
- Baby Listen To Me (2010)
- U Gotta Dance (2012)
- Got This Feeling
- Tomorrow" (2014)
- Can You Feel The Love